# Westerbach (Kahl)
Der Westerbach oder Westernbach auch die Westernkahl genannt, ist ein 6,3 km langer, rechter Zufluss der Kahl, der den Westerngrund im  unterfränkischen Landkreis Aschaffenburg im bayerischen Spessart durchfließt. Er entsteht in der Gemarkung von Huckelheim durch den Zusammenfluss von Querbach und Huckelheimer Bach.

## Name
Der ursprüngliche Gewässername Western (um 1282 Weysluthera genannt) setzt sich aus drei Namensbestandteilen zusammen. Das mittelhochdeutsche Grundwort ist eine Verkürzung von ahe, was Wasser bedeutet. Das althochdeutsche Mittelglied Hludira steht für rauschend. Der erste Namensteil stammt vom althochdeutschen Wort Weiz ab, das Weizen bedeutet. Demnach handelte es sich um einen rauschenden Bachlauf, an dem Weizen angebaut wurde.
Die Western gab dem Westerngrund sowie der Gemeinde Westerngrund mit den Ortsteilen Ober- und Unterwestern ihre Namen. Zeitweise wurde für den Bach der Name Westernkahl verwendet. Für den Ursprung des Wortes Kahl siehe Name der Kahl.

## Geographie

### Quellbäche

#### Querbach
Der Querbach entspringt dem Arzborn (teilweise Atzborn genannt), einer größeren Quelle auf dem Hohen Querberg (474 m), nordöstlich von Huckelheim, nahe der Landesgrenze zu Hessen. Der Querbach ist mit 2 km der längere Quellbach.

#### Huckelheimer Bach
Der 1,5 km lange Huckelheimer Bach entspringt nördlich von Huckelheim. Er speist einen Weiher und vereinigt sich in Huckelheim mit dem Querbach.

### Verlauf
Nach der Vereinigung beider Quellbäche fließt der Westerbach, parallel zur Kreisstraße AB 14, in südliche Richtung durch Oberwestern, das zur Gemeinde Westerngrund gehört. Dort nimmt er das Wasser des Herzbaches auf. An seinen linken Talhängen liegt seit 2013 der geographische Mittelpunkt der EU. Der Westerbach verläuft vorbei am Weiler Polsterhof nach Unterwestern, wo ihm der an der Heiligkreuzkapelle entspringenden Rotermichbach zufließt. Der Schneppenbach mündet im gleichnamigen Ort Schneppenbach als größter Zufluss in den Westerbach. In Schöllkrippen erreicht er das Kahltal, wo er in ein betoniertes Gerinne geleitet wird und unter der Kreuzung der Staatsstraßen 2305 und 2306 in die Kahl mündet.
Der Westerbach ist neben Geiselbach, Reichenbach und Sommerkahl einer der größten Zuflüsse der Kahl.

### Zuflüsse
- Querbach (linker Quellbach)
- Huckelheimer Bach (rechter Quellbach)
- Hombach (rechts)
- Kleidersbach[10] (links)
- Schulzengrundbach[10] (links)
- Dörnsenbach (rechts)
- Herzbach (links)
- Rotermichbach[10] (links)
- Schneppenbach (rechts)
- Betzenbach (rechts)

### Flusssystem Kahl
- Fließgewässer im Flusssystem Kahl

## Geschichte

### Mühlen
Ähnlich wie im Kahltal standen auch im Westerngrund einige Mühlen, von denen heute alle stillgelegt sind. Der Westerbach und eine Reihe weiterer Schichtquellen aus dem Buntsandsteinspessart, lieferten genügend Antriebswasser dafür. Heute sind fast alle Mühlräder verschwunden, jedoch ist in ein paar Mühlen die Inneneinrichtung noch vorhanden, von anderen blieb nur noch der Name übrig.
- Stocksmühle (Huckelheim, am Huckelheimer Bach)
- Mittelmühle (Huckelheim, am Querbach)
- Kleinsmühle (Huckelheim, am Huckelheimer Bach)
- Grundmühle (Huckelheim)
- Krause Mühle (Oberwestern)
- Büttnersmühle (Oberwestern)
- Unterwestern-Mühle (Unterwestern)
- Klotzenmühle (Unterwestern)
- Reusing-Mühle (Schneppenbach)
- Ölmühle Reusing (Schneppenbach)
- Neumühle (Schöllkrippen)